# Cour Carrée
El Cour Carrée es un patio del Palacio del Louvre. Fue construido por etapas a medida que avanzaba la demolición progresiva del Castillo del Louvre.

## Las etapas de una construcción progresiva

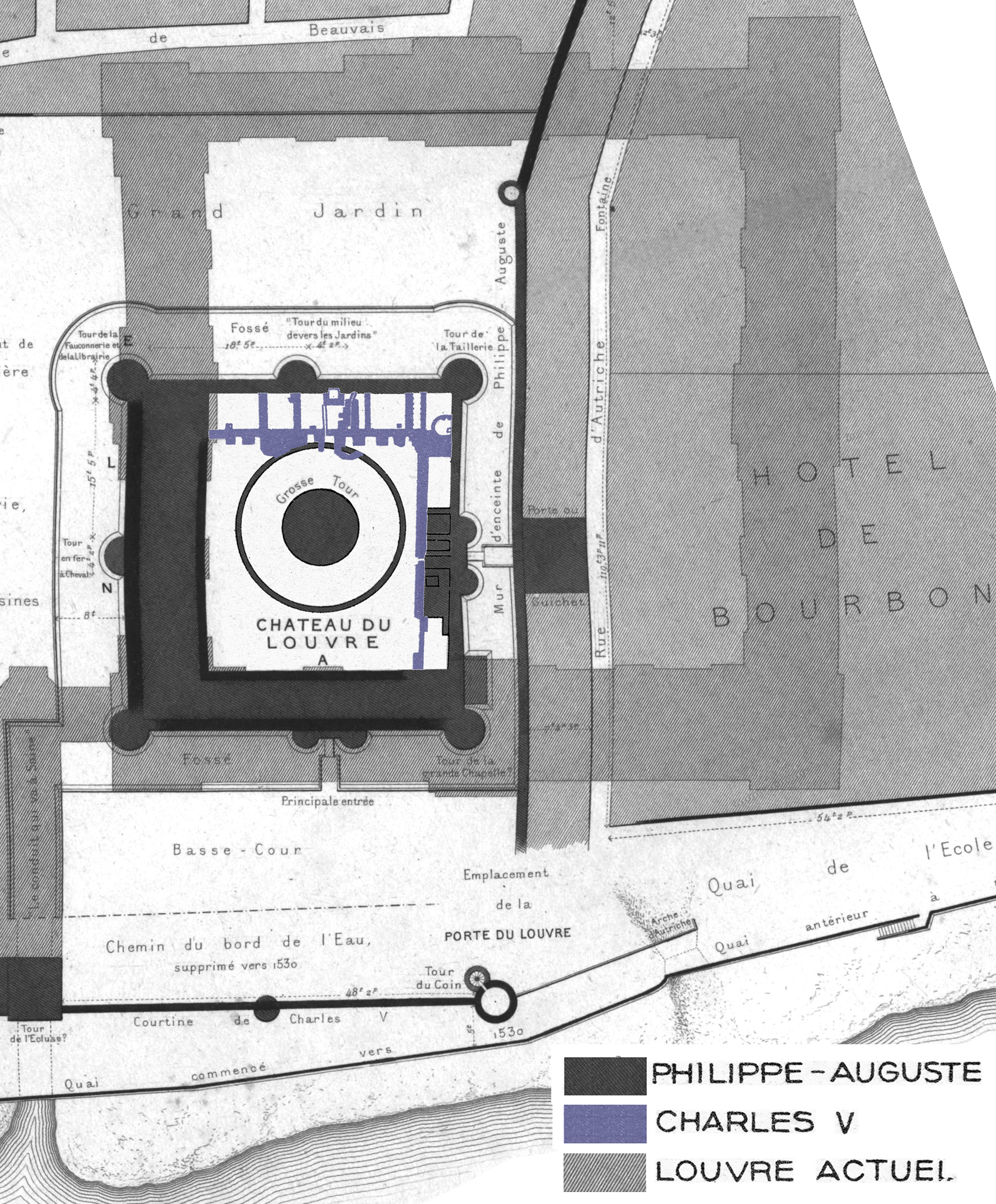
Plano que muestra a la vez el Castillo del Louvre y el Cour Carrée.

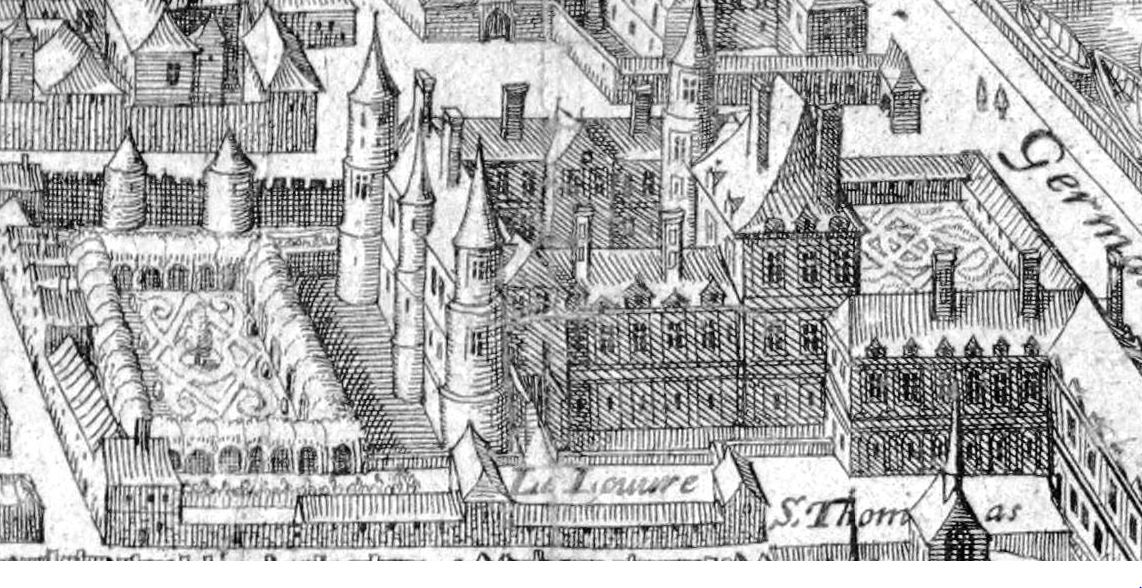
El Castillo del Louvre en un dibujo de 1615 con dos muros todavía medievales y dos muros renacentistas.

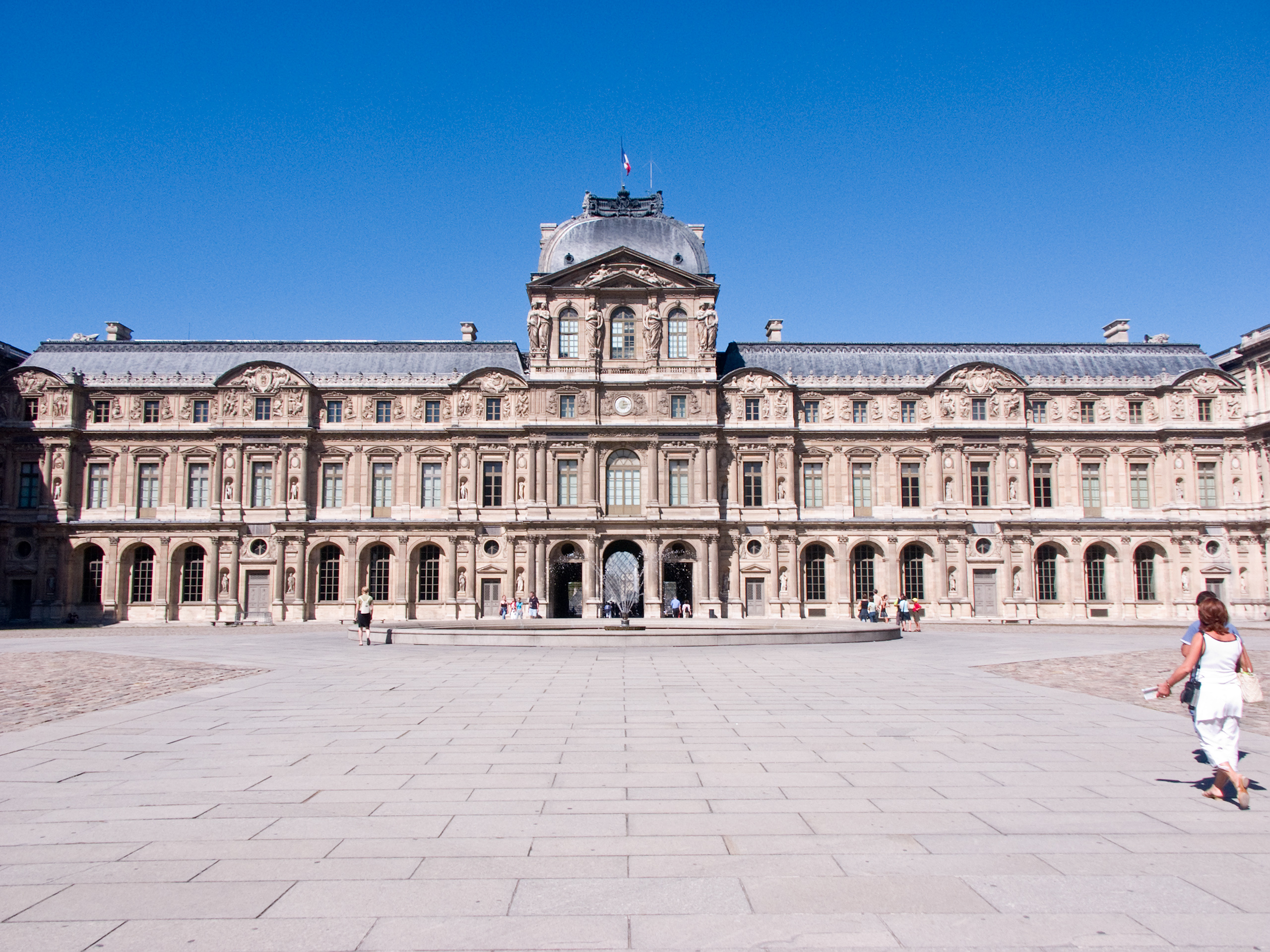
El lado oeste del Cour Carrée con el ala Lescot, el pabellón del reloj y el ala Lemercier.

Entre 1190 y 1215, Felipe Augusto hizo construir la muralla que lleva su nombre alrededor de París para proteger a la capital de los ingleses. Para reforzar esta cinta de murallas por el lado oeste, hizo construir el Castillo del Louvre, una fortaleza con cuatro altos muros protegidos por fosos, torretas y una torre del homenaje.
En la época del rey Carlos V (1364-1380), debido al aumento de población de la ciudad, París se extendió más allá de la muralla de Felipe Augusto. El rey hizo construir una nueva muralla que englobara estos nuevos barrios y el Castillo del Louvre pasó a encontrarse en el interior de esta nueva cinta de murallas, perdiendo así una gran parte de su interés militar. El rey hizo transformar el castillo para hacerlo más confortable con la apertura de numerosas ventanas, la adición de chimeneas y torretas y la creación de jardines.
A su regreso de la cautividad en Italia y España tras la derrota de Pavía (1524), el rey Francisco I quiso transformar el viejo Castillo del Louvre en un palacio de estilo renacentista como los que había visto durante su cautividad. En 1528 hizo derribar en tan solo cuatro meses la grosse tour («torre grande») que servía de torre del homenaje y ocupaba con su foso la mayor parte del patio del castillo. En 1546 pidió al arquitecto Pierre Lescot y al escultor Jean Goujon que realizaran esta transformación. Su hijo Enrique II (1547-1559) continuó su obra. El muro oeste fue destruido y reconstruido en estilo renacentista con la misma longitud entre diciembre de 1546 y marzo de 1549: esta es la actual ala Lescot. Alberga la salle des gardes («sala de guardia»), actual salle des caryatides («sala de las cariátides»), que es una sala de fiestas y de baile. En ella se producirán sucesos históricos como el matrimonio de Enrique IV, un episodio de la matanza de San Bartolomé, el velatorio de Enrique IV y la primera representación de Molière delante de Luis XIV el 16 de octubre de 1658.
A continuación, Enrique II hizo destruir y reconstruir el muro sur (1553-1556), con la creación del pabellón del rey en la esquina. En esta fase, el edificio era muy heterogéneo debido a que dos de sus lados eran los de un palacio de estilo renacentista y los otros dos seguían siendo los de un castillo medieval con murallas, almenas y torres.
La reina Catalina de Médici favoreció sobre todo la construcción de su Palacio de las Tullerías, y Enrique IV favoreció su galerie au bord de l'eau («galería al borde del agua»), es decir, la reunión del Louvre y las Tullerías, pero ya tenía la intención de cuadruplicar el tamaño del patio del Castillo del Louvre y ampliar los edificios ya construidos.
Fue Luis XIII quien hizo destruir el muro norte del castillo en 1624. El ala Lescot había sido construida para un patio del tamaño del que tenía el castillo. No era evidente integrarlo en un patio cuyos lados serían dos veces más largos. La idea del nuevo arquitecto Jacques Lemercier fue duplicar esta ala al norte (esta será la actual ala Lemercier, 1636) e instalar un pabellón entre los dos cuerpos: el pabellón del reloj, actual pabellón Sully.
Fue Luis XIV quien hizo que el arquitecto Louis Le Vau demoliera el muro este. Los dos últimos muros derribados (norte y este) fueron simplemente arrasados a la vez que se rellenaban los fosos, pero sus cimientos se conservaron intactos. Fue esto lo que permitirá redescubrirlos en el siglo XIX (1866) y actualizar su base durante las obras del Grand Louvre: esta es la colección actual del Louvre médiéval.
Luis XIV hizo duplicar la longitud del ala sur y construir el ala norte. En este momento, ya están en su lugar tres de los lados del Cour Carrée. Solo quedaba por construir el ala este, importante porque está frente a la ciudad, cuyos edificios están muy cerca. Esta debía ser la nueva entrada principal del Louvre. Después de un concurso propuesto por Colbert, el rey decidió la construcción de la Columnata del Louvre sobre la fachada exterior del lado este (1665), realizada por Claude Perrault y Louis le Vau. Las obras se eternizaron porque había que comprar los terrenos y las casas delante de la futura columnata para despejar la vista (el rey no tenía poder de expropiación). Además, a partir de 1674 el rey prefirió el Palacio de Versalles. Luis XIV decidió también duplicar la anchura del ala sur (1670). Esto es lo que hace que en la actualidad haya dos series de salas: en el lado del Cour Carrée las del museo de Carlos X, y en el lado del Sena las de la galería Campana, con jarrones griegos. Estas obras del ala sur no serían completadas hasta un siglo más tarde.
Después de la marcha de la corte hacia Versalles, los edificios inacabados albergaron a artistas, al mismo tiempo que aparecieron construcciones heterogéneas en el patio. Después del abandono y la degradación de la Revolución, Luis XVIII hizo restaurar el Louvre y puso su monograma (dos L que se dan la espalda) sobre las tres fachadas exteriores del Cour Carrée, aunque él solo las había restaurado.

Las etapas de la transformación
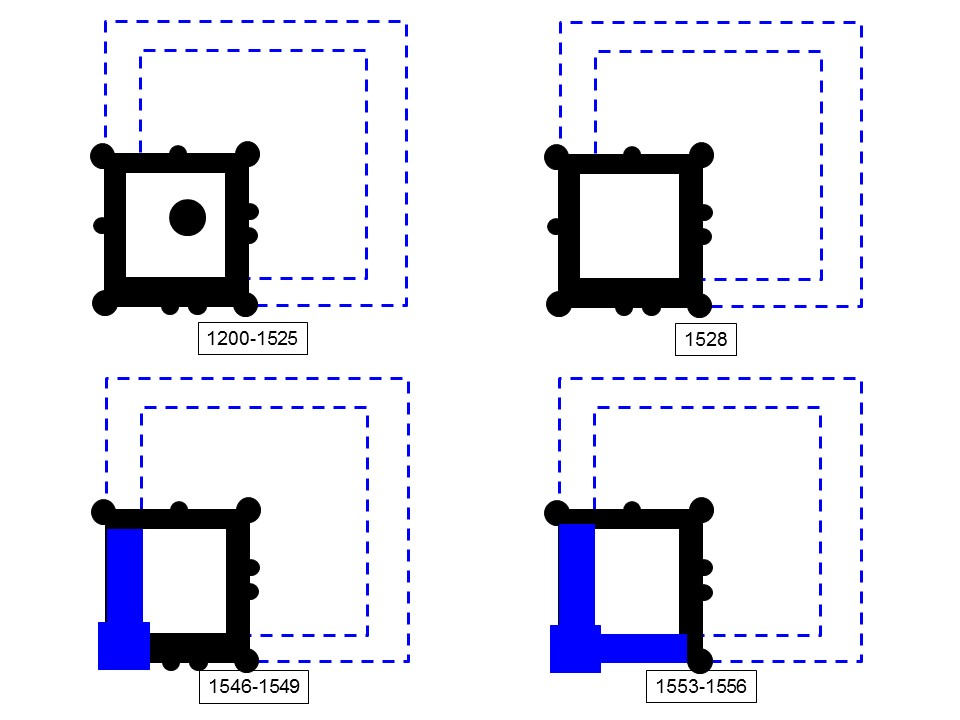
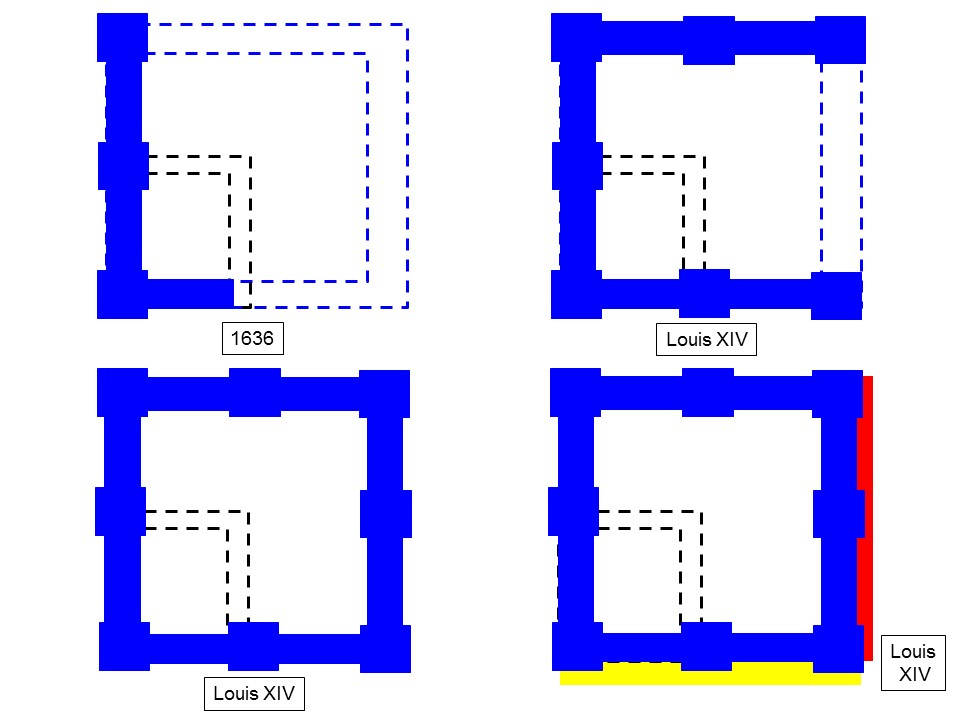

## Descripción

Planta del Cour Carrée.

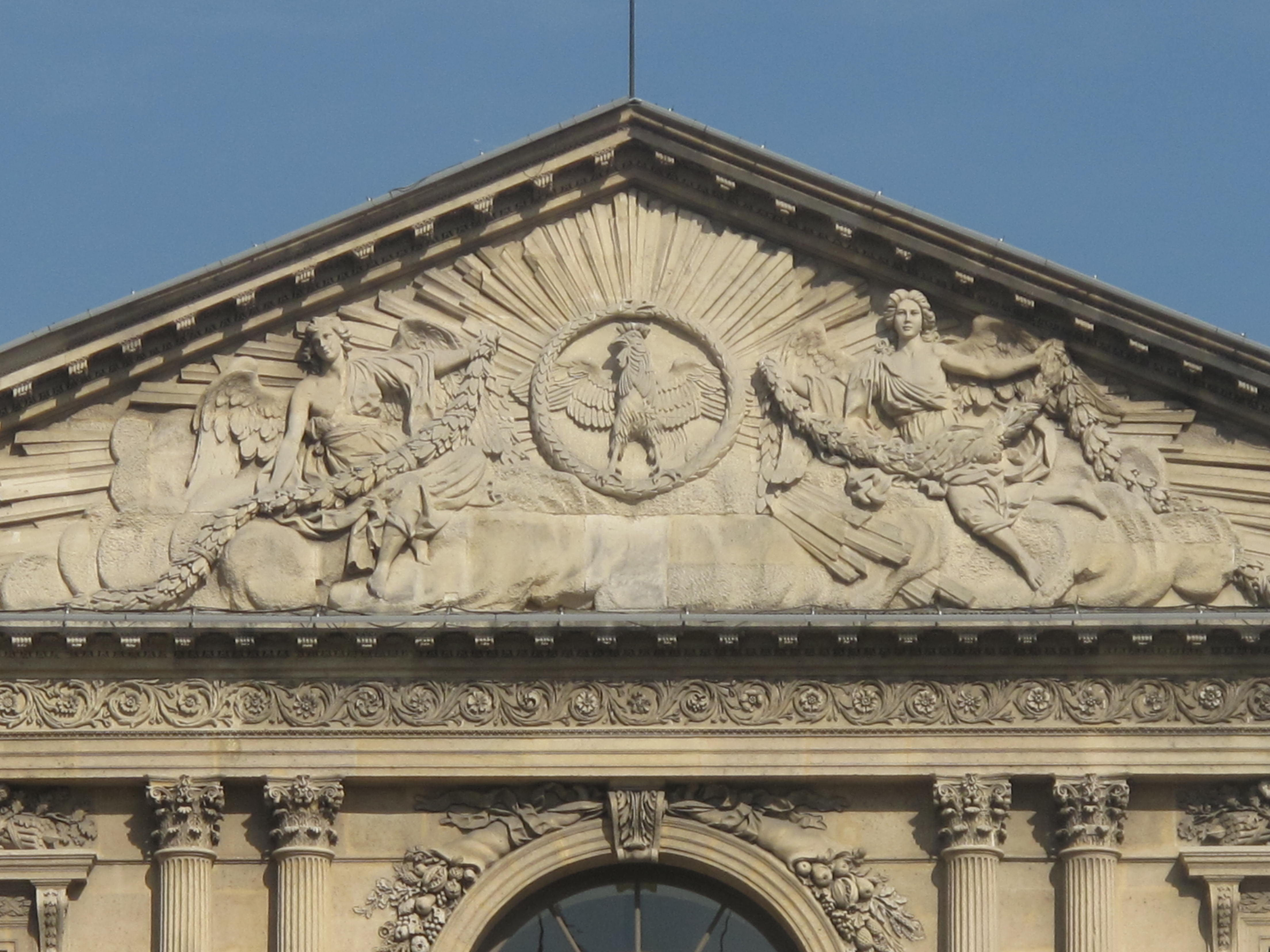
Gallo republicano en el frontón del pabellón central del ala este.

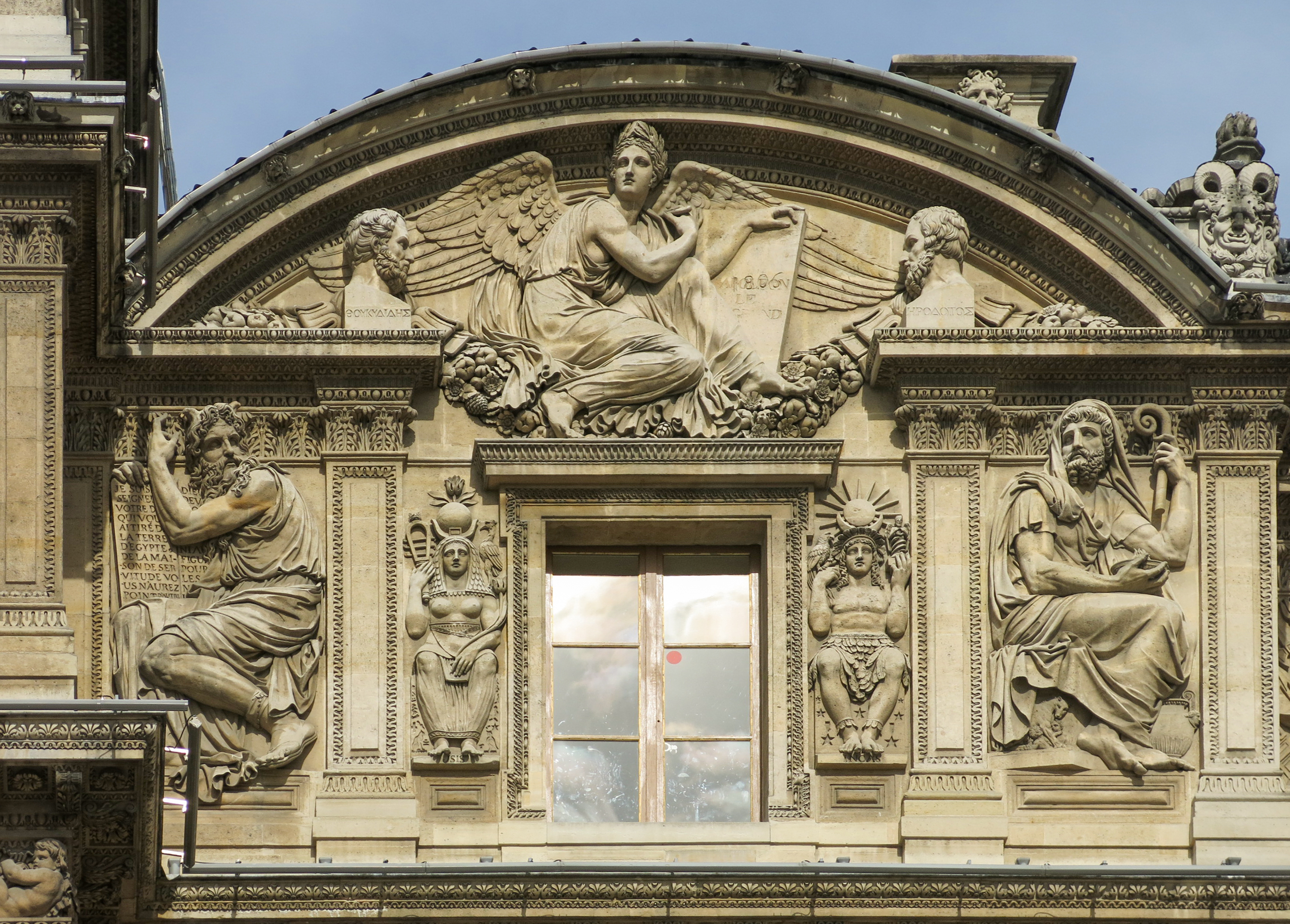
Detalle de la primera ventana del ala izquierda en la segunda planta del ala Lemercier.

Los edificios forman un cuadrado de unos 160 metros de lado. Se articulan sobre ocho alas que puntualizan, del noroeste al oeste, ocho pabellones denominados:
- pabellón de Beauvais;
- pabellón de Marengo, al norte;
- pabellón noreste;
- pabellón central o pabellón Saint-Germain l'Auxerrois, al este, bordeado por el exterior por la Columnata del Louvre;
- pabellón sureste;
- pabellón de las artes, al sur;
- pabellón del rey;
- pabellón Sully (antiguo pabellón del reloj), al oeste, reconocible por su reloj, sus cuatro grupos de dos cariátides monumentales, sus frisos de niños y su cúpula, prototipo de todas las cúpulas del Louvre según la armonía buscada por los arquitectos posteriores.

A uno y otro lado del pabellón Sully se extienden:
- el ala Lescot, construida entre 1546 y 1558 hacia el pabellón del rey, a la izquierda;[9]
- el ala Lemercier, construida en 1639 hacia el pabellón de Beauvais, a la derecha.

Aunque los edificios fueron construidos durante un período de 250 años, muestran una gran homogeneidad. La planta baja y las dos plantas presentan sucesiones de ventanas, bajorrelieves y estatuas en las hornacinas. Los soberanos quisieron dejar su monograma en las partes que construyeron. Por esto encontramos los de Enrique II, Carlos IX, Enrique IV, Luis XIII y Luis XIV. Esto permite seguir la historia de la construcción. La República no quiso ser menos e instaló un gallo en el frontón del pabellón central del ala este.
En el centro del patio hay una fuente. Todos los relieves y las estatuas del Cour Carrée representan alegorías o personajes concretos. A la derecha puede verse el ejemplo de la primera ventana del ala izquierda en la segunda planta del ala Lemercier, por tanto frente al pabellón del reloj. Encima de la ventana hay una alegoría de la Ley. Posteriormente, al nivel de la ventana, de izquierda a derecha están Moisés con las tablas de la ley, la deidad egipcia Isis con un sistro, el emperador inca Manco Cápac con el sol y Numa Pompilio, el segundo rey de la monarquía romana.